# Meu Pai Oxalá
"Meu Pai Oxalá" é uma canção escrita por Vinícius de Moraes e Toquinho em 1973. Esta composição de samba, que é pesadamente influenciando pela religião da candomblé, foi tocando pela primeira vez pela dupla. Há também versões interpretadas exclusivamente por cada um deles.
A música fez parte da trilha sonora da telenovela O Bem-Amado (1973) sendo o tema do personagem Zelão das Asas (Milton Gonçalves).

## Contexto
Em 1970 no Uruguai, o Vinicius de Moraes casou com a atriz Gesse Gessy, o ultimo fez ele imergir profundamente no universo de candomblé, como poder ser observando em esta composição. A música recupera valores africano em narrativa, que remonta às lendas e/ou personagens mitológico da religião da origem africana, e também introduz características de instrumentos de canto na naquela cultura. Não que isso fosse novidade, em que o Vinícius já tinha experimentando, com Baden Powell no álbum de 1966 Os Afro-sambas. A diferencia que nos anos 60, essas composições foram feitas como um relacionamento de flerte enquanto, nos anos 70, o relacionamento com candomblé e seus mistérios é a de um buscador. Nesta fase, o conteúdo religioso das músicas vem de um sincretismo, com o poeta questionando os valores místicos do seu treinamento religioso inicial e incorporando outros valores, outros crenças como do candomblé, que ele foi internalizado e esta é a parte de sua sensibilidade como poeta.